# Paragnetina pieli
Paragnetina pieli är en bäcksländeart som beskrevs av Navás 1933. Paragnetina pieli ingår i släktet Paragnetina och familjen jättebäcksländor. Inga underarter finns listade i Catalogue of Life.